# 东卓宿镇
东卓宿镇，是中华人民共和国河北省石家庄市晋州市下辖的一个乡镇级行政单位。

## 行政区划
东卓宿镇下辖以下地区：
东卓宿村、西卓宿村、东石村、西石村、前屯村、后屯村、北彭庄村、尹家庄村、北白滩村、南彭庄村、前儒林村、南白滩村、后儒林村、南田村、冻河头村、塔鲁村、大旺村、寺头村、盘石村、海滩村、留章村、阎村和陈家庄村。